# Couronne royale de Wurtemberg
La couronne royale de Wurtemberg est un emblème royal du Royaume de Wurtemberg créé en 1806. Elle est aujourd'hui conservée au Landesmuseum Württemberg.

## Description
La couronne est faite d'or, de diamants, d'émeraudes et de perles. La large base porte deux rangées de perles, entre lesquelles se trouvent des rosettes à six feuilles en diamants et de petites émeraudes. Au-dessus du rang de perles supérieur, la base comporte huit petits pics et est assortie d'une légère guirlande de diamants. Chaque pic est surmonté d'une feuille de vigne en or composée de trois parties et dentelée sur les bords. Chaque partie de la feuille et le milieu de celle-ci portent une petite rosette en diamant. Derrière ces décors, des arches, décorées de diamants taillés en forme de feuilles et de grosses émeraudes, s'élancent vers le sommet pour porter un globe crucigère. Le globe porte au niveau de l'équateur et de la ligne verticale un rang de petits diamants, et est surmonté d'une croix de Malte. La décoration irrégulière de la couronne s'explique par l'utilisation d'anciens bijoux, d'aggripes et de boutons. La couronne, mesurant 34,5 centimètres de haut pour 19 centimètres de diamètre à la base, n'a jamais été portée. Elle était uniquement utilisée lors d'occasions officielles, par exemple pour des funérailles royales (elle était alors placée sur le catafalque) ou lors de l'ouverture du Landtag wurtembergeois.

## Histoire

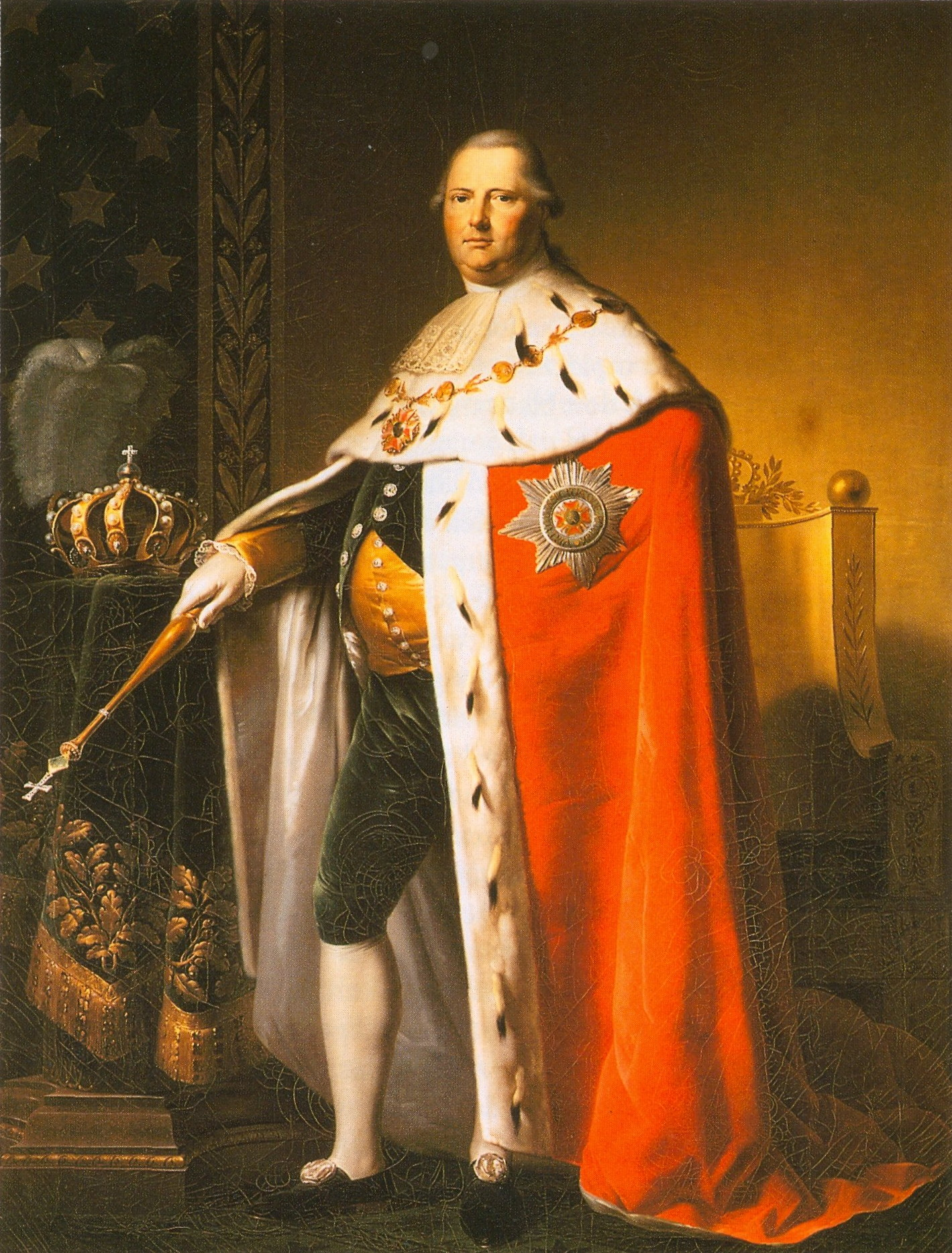
Portrait de Frédéric Ier, roi de Wurtemberg, par Johann Baptist Seele.

En 1805, par le traité de Presbourg, Napoléon Ier accorde à Frédéric III l'élévation du duché de Wurtemberg (devenu un électorat en 1803 par le Recès d'Empire) en royaume. L'aspect de la couronne royale de 1806 peut être remarqué sur le tableau de Frédéric Ier par Johann Baptist Seele. Il est remarquable que la couronne diffère des autres modèles européens (notamment de la couronne de Bavière, fabriquée au même moment) par l'absence de rubis et de saphirs, et donc par une couleur assez uniforme.
L'aspect actuel de la couronne a été obtenu par les modifications effectuées par le joaillier August Heinrich Kuhn (1749-1827), à la demande du roi Guillaume Ier vers 1820. Lors de la guerre austro-prussienne de 1866 (à laquelle le Wurtemberg participe), la couronne et les autres joyaux royaux sont cachés à Saint-Gall comme ils le seront à Ulm durant la guerre franco-prussienne. En 1897, la couronne est complètement restaurée par le joaillier Eduard Föhr (1835-1904) avant d'être expédiée en Suisse à la fin de la Première Guerre mondiale. En 1945, des troupes françaises s'emparent des joyaux de la Couronne dans une banque de Biberach an der Riß, qui ne seront rendus au Landtag de Wurtemberg-Hohenzollern par Guillaume Widmer qu'en 1948. Ils sont visibles depuis 1971 au Landesmuseum Württemberg.